# Acropora digitifera
Acropora digitifera — вид мадрепорових коралів родини Acroporidae.

## Поширення
Вид поширений в Індо-Тихоокеанському регіоні. Трапляється на коралових рифах в Аденській затоці, Червоному морі, на південному заході та півночі Індійського океану, біля узбережжя Південно-Східної Азії, Австралії, Японії, у Східнокитайському морі. Його також можна знайти біля Піткерна. Росте на невеликій глибині, 1-12 метрів.

## Опис
Утворює колонії діаметром до 1 метра. Колонія складається з багатьох тонких гілок-коралітів (діаметром 1 см). Кораліти мають трубчасту форму. Осьовий кораліт коричневого кольору, радіальні кораліти синього та фіолетового кольору.